# SNCF BB 22200 sorozat

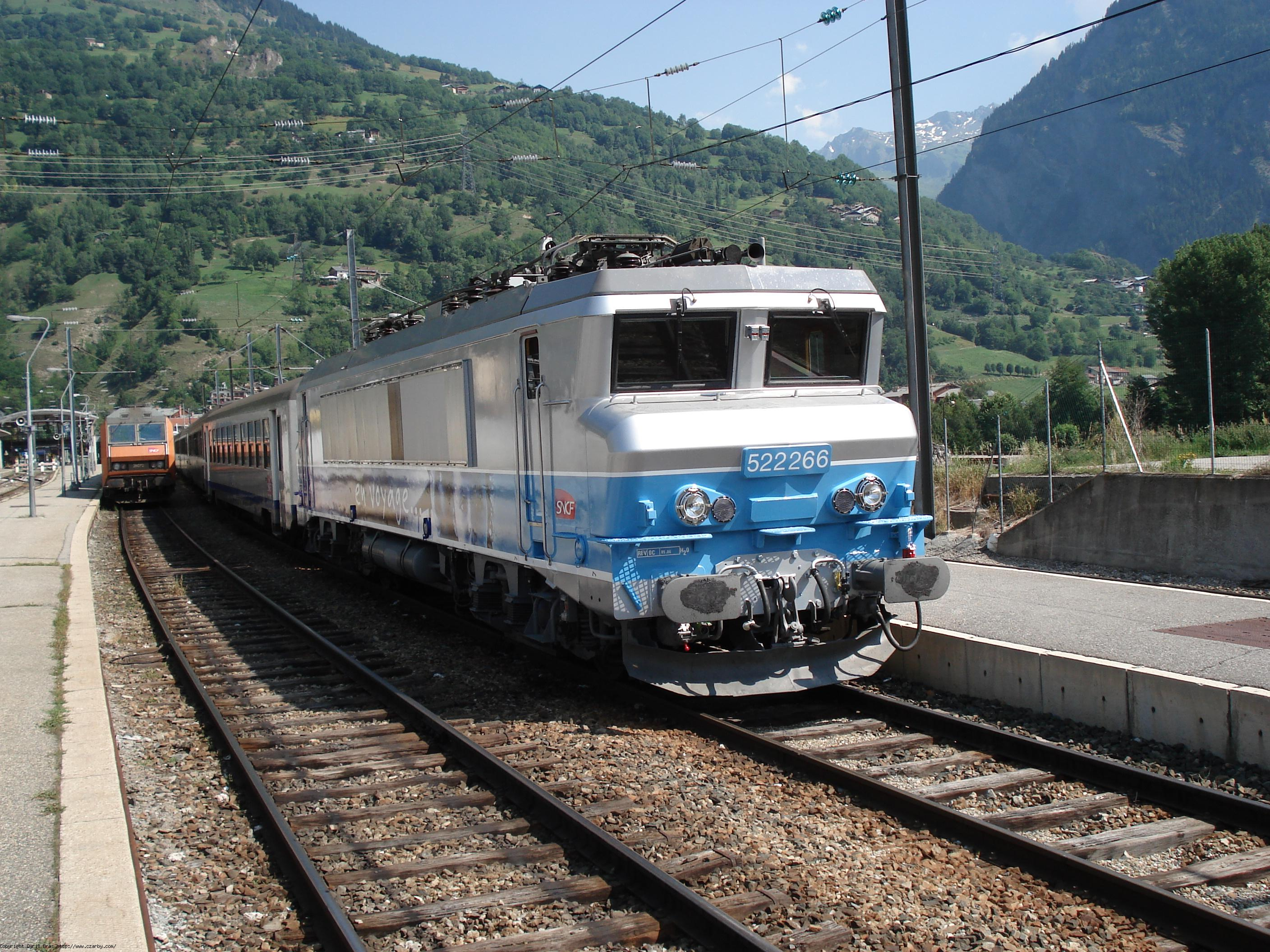
Egy SNCF BB 22200 sorozatú mozdony "en voyage" festéssel

Az SNCF BB 22200 sorozat francia gyártású, kétáramnemű, B'B' tengelyelrendezésű villamosmozdonyok egy sorozata. Az Alstom gyártotta 1976 és 1986 között. Összesen 205 darab készült a sorozatból.

## Alkalmazása
Az első tesztek után 1976-ban a BB 22200 sorozat a Marseille–Ventimiglia-vasútvonalon állt forgalomba dél-Franciaország és Olaszország között. A következő években feladatuk lett a Train Blue luxusvonatok vontatása Ventimiglia és az 1000 km-re található Párizs között és autószállító vonatok továbbítása Marseille és Párizs között.
A sorozat maximális sebessége 160 km/h. Nyolc mozdony, melyeknek a maximális teljesítménye 5600 kW, képesek a 200 km/h elérésére is, így tudnak dolgozni a TGV vonalakon is.

## Nevek
A sorozat 60 tagja kapott neveket, főként francia községek, városok és települések nevét.
| Pályaszám | Név                     | Pályaszám | Név                   |
| --------- | ----------------------- | --------- | --------------------- |
| BB 22202  | Oyonnax                 | BB 22318  | Carpentras            |
| BB 22218  | Fourmies                | BB 22319  | Sorgues-sur-Ouvèze    |
| BB 22219  | Albertville             | BB 22320  | Istres                |
| BB 22235  | Auberge                 | BB 22321  | Belleville-sur-Saône  |
| BB 22239  | Lons-le-Saunier         | BB 22322  | Bollène               |
| BB 22242  | Mulhouse                | BB 22323  | Cagnes-sur-Mer        |
| BB 22276  | Dijon                   | BB 22324  | Lannion               |
| BB 22277  | Is-sur-Tille            | BB 22325  | Champigny-sur-Marne   |
| BB 22280  | Hazebrouck              | BB 22329  | Quimper               |
| BB 22284  | Gevry-Chambéry          | BB 22346  | Aubagne               |
| BB 22285  | Chantilly               | BB 22351  | Valognes              |
| BB 22286  | Béthune                 | BB 22352  | Sablé-sur-Sarthe      |
| BB 22287  | Saint-Jean-de-Maurienne | BB 22353  | Plaisir               |
| BB 22288  | Louhans                 | BB 22354  | Ancenis               |
| BB 22291  | La Ferté-Alais          | BB 22356  | Lorient               |
| BB 22300  | Chalon-sur-Saône        | BB 22366  | Malakoff              |
| BB 22301  | Villeneuve-d'Ascq       | BB 22371  | Ladoix-Serrigny       |
| BB 22302  | Rive-de-Gier            | BB 22372  | Mauriac               |
| BB 22303  | Croix                   | BB 22373  | Aulnay-sous-Bois      |
| BB 22304  | Langeac                 | BB 22374  | Noyon                 |
| BB 22305  | Saint-Rambert-d'Albon   | BB 22375  | Méricourt             |
| BB 22307  | Le Teil                 | BB 22375  | Douai                 |
| BB 22308  | Gisors                  | BB 22377  | Roubaix               |
| BB 22311  | Pierrefitte             | BB 22378  | Le Quesnoy            |
| BB 22312  | Antibes Juan-les-Pins   | BB 22381  | Le Bourget            |
| BB 22313  | Digne-les-Bains         | BB 22382  | Clermont de l'Oise    |
| BB 22314  | Tain-l'Hermitage        | BB 22383  | Bully-les-Mines       |
| BB 22315  | Miramas                 | BB 22384  | Saint-André-lez-Lille |
| BB 22316  | Lomme                   | BB 22385  | Longeau               |
| BB 22317  | La Tour-du-Pin          | BB 22392  | Charles Tellier       |

1. ↑  Számos francia település és megye viseli ezt a nevet. A forrás nem pontosítja, hogy melyikről kapta a nevét. A lista megtalálható a Pierrefitte (egyértelműsítő lap) oldalon.